# Geometrische Relationenalgebra
Die von Hans-Joachim Arnold begründete Geometrische Relationenalgebra ist eine Spezialisierung der Geometrischen Algebra  und somit Teilgebiet einerseits der Inzidenz- bzw. Synthetischen Geometrie und andererseits der Universellen Algebra. Ausgehend von der Zielsetzung der Geometrischen Algebra, mit Objekten der geometrischen Anschauung wie Ebenen, Winkel und Kreisen sowie mit geometrischen Operationen wie Schnitten von verschiedenen Objekten oder Transformationen sehr einfach zu rechnen und sich dabei im Wesentlichen der geometrischen Interpretation von algebraischen Systemen wie Vektoralgebren, Quaternionen etc. zu bedienen, werden in der Geometrischen Relationenalgebra (fast) ausschließlich Relationensysteme zur algebraischen Beschreibung von geometrischen Artefakten verwendet. Dieser seit Mitte der 1970er Jahre entwickelte Kalkül beantwortet erstmals vollständig die Frage nach einer synonymen, also isomorphen – und nicht wie bisher mit Hilfe von Ternärkörpern und anderen Modellen nur isotopen – algebraischen Beschreibung aller affinen und projektiven Geometrien und ermöglicht durch das Prinzip „operator operandum“ einen intuitiv einfachen Zugang zu einer Fernraumgeometrie. Bedeutendster Aspekt ist, dass sich für aufwändig zu beschreibende geometrische Schnittpunktsätze (z. B. affiner und projektiver Satz von Desargues, Invarianzsatz von Hessenberg) in der Geometrischen Relationenalgebra notwendige und hinreichende Bedingungen mit einfachen „Rechenregeln“, also das Hintereinanderausführen von Relationen in den „Homogenitätsregeln“, angeben und beweisen lassen („Prinzip der konstruktiven Erweiterbarkeit“). Die Methodik findet darüber hinaus Anwendungen in den Kognitionswissenschaften  und insbesondere in der Systemtheorie: Hier werden mit dem relationalen Kalkül so unterschiedliche Systeme wie zeitdiskrete, zeitkontinuierliche (lineare und nichtlineare) dynamische Systeme und Fuzzy-Systeme inklusive wichtiger Systemeigenschaften mit derselben mathematischen Sprache (synonym) beschrieben. Zentrale Begriffe der Geometrischen Relationenalgebra sind geometrische Relative, Regel-Relative und Handlungsrelative – und die daraus abgeleiteten Derivate.

## Methodik
In der Geometrischen Relationenalgebra werden geometrische Konfigurationen wie Geraden, Winkel, Dreiecke als Systeme von Relationen einer geeigneten
Relationenalgebra, die auf einzelne Punkte einer Punktmenge angewendet werden, dargestellt. So ist beispielsweise eine Gerade in einer affinen Geometrie mit Punktmenge {\displaystyle {\mathfrak {P}}} in der synonymen Beschreibung eines affinen Relativs, also einer Menge {\displaystyle {\mathcal {R}}} zweistelliger Relationen auf {\displaystyle {\mathfrak {P}}}, darstellbar als
{\displaystyle A{\mathfrak {B}}=\{C\in {\mathfrak {P}}\mid A{\mathfrak {B}}C\}} für gegebenes {\displaystyle {\mathfrak {B}}}, welches eine Äquivalenzklasse paralleler Geraden repräsentiert. {\displaystyle A{\mathfrak {B}}C} lässt sich dann so verstehen, dass die Gerade durch {\displaystyle A} und {\displaystyle C} in dieser Klasse liegt, siehe weiter das Übergangsverfahren in 2.1.1.1. Mit diesem Ansatz war es möglich, das zentrale Anliegen der Geometrischen Algebra, eine synonyme algebraische Kennzeichnung aller affinen und projektiven Geometrien bereitzustellen, abschließend mit Begrifflichkeiten aus der Relationenalgebra zu lösen. In dieser Fragestellung des letzten Jahrhunderts zeigten die bis dato bereitgestellten Strukturen der universellen Algebra wie Vektorräume über Schiefkörpern, Ternärkörper, Quasimoduln etc. wegen fehlender Koordinatenbereiche oder wegen Abhängigkeiten von der Wahl eines für das Übergangsverfahren benötigten Koordinatensystems eklatante Schwächen auf: So sind die von Marshall Hall eingeführten Ternärkörper zur Beschreibung beliebiger projektiver Ebenen unbefriedigend, da die Kennzeichnung i. A. nicht eindeutig, sondern nur noch isotop ist, d. h., ein und dieselbe projektive Ebene kann zwei nicht isomorphe Ternärkörper induzieren. Auch die von Emanuel Sperner eingeführten Quasimoduln weisen dieselben Mängel auf. Erschwerend kommt hinzu, das bei manchen Algebraisierungen die Gültigkeit des Satzes von Desargues vorausgesetzt werden muss. Seit der Konstruktion der Moulton-Ebene kennt man sogar nicht-desaguessche affine Ebenen, wobei allerdings jeder affine Raum desarguessch ist.
Mit den von Hans-Joachim Arnold in den 1970er Jahren entwickelten zweistelligen affinen und projektiven Relativen (die letzteren wurden von ihm zunächst als projektive Multigruppen bzw. projektive Punktoperationen in Anlehnung an frühere Bezeichnungen von Walter Prenowitz bezeichnet), die aus einer Menge von Relationen bestehen, die auf der Punktmenge der vorgelegten Geometrie operieren, kehren die Übergangsverfahren der Algebraisierung und Geometrisierung synonym, d. h. bis auf Isomorphie, einander um. Die operatorisch auf der Grundmenge einwirkenden Elemente der Relationenmenge werden in einem weiteren Schritt selbst auch Gegenstände eines sekundären Operierens, vermittels des Relationenproduktes. Das sich damit ausdrückende Prinzip „operator operandum“ des Algebraisierens findet seine direkte Anwendung in der Ableitung der projektiven Multigruppen, die der algebraischen Beschreibung der projektiven Fernraumstruktur der zugrundegelegten Geometrie dienen. Ein weiterer Vorteil der relationenalgebraischen Methodik liegt in ihrer „konstruktiven Erweiterbarkeit“: Ohne die gewählte Sprache der Relationenalgebra verlassen zu müssen, ist dieser Kalkül geeignet, für reichhaltige geometrische Zusatzaxiome (Schließungssätze) äquivalente einfache und gut handhabbare Rechenregeln anzugeben. Insbesondere wird die spätestens seit Hilbert’s
Grundlagen der Geometrie aufgeworfenen Fragestellung der Geometrischen Algebra, ob eine vorgelegte Geometrie desarguessch ist, auf ihrer nunmehr vorhandenen algebraischen Entsprechung mit der Gültigkeit einer bestimmten Verknüpfungsregel der zugrundeliegenden Relationen – der affinen oder projektiven Homogenitätsregel – beantwortet. Die bisher angewendeten Kalküle der Universellen Algebra liefern dazu lediglich Umschreibungen der geometrischen Aussagen, die über das geometrisch-kombinatorische Arbeiten mit Schnittpunkt-Konfigurationen noch nicht hinausgehen.
Die Ergänzung der affinen Relative um einen Richtungsbegriff ist nicht nur adäquate Beschreibung von angeordneten Geometrien, sondern liefert auch Erkenntnisse in der Kognitionstheorie: Der von den Entwicklungspsychologen Jean Piaget und Hans Aebli geprägte Begriff des Handlungsschemas wird mit binären Handlungsfeldern interpretiert, die wiederum beschreibbar zu ihrer relationalen Algebraisierung durch affine Richtungsrelative sind.
Die Sprache der Geometrischen Relationenalgebra erweist sich als so mächtig, dass sie neben den etablierten
differentialalgebraischen bzw.
differentialgeometrischen Kalkülen eine weitere Methode zur (synonymen) Beschreibung beliebiger linearer und nichtlinearer sowie Fuzzy-Systeme der
Regelungstheorie bereitstellt und darüber hinaus in der Lage ist, erstmals geometrische Schließungssätze in den Zustandsräumen der dynamischen Systeme mit dem entsprechenden relationalen Systemkalkül anzugeben.

## Grundlegende Begriffe und Ergebnisse

### Synthetische Geometrie

#### Synonyme Zusammenhänge

##### Affiner Teil
Man spricht von einem n-stelligen Relativ {\displaystyle ({\mathfrak {P}},{\mathcal {R}}^{(n)})} mit {\displaystyle n\geq 2}, wenn gegeben sind:
- eine Menge von Punkten {\displaystyle {\mathfrak {P}}=\{A,B,C\dots \}\neq \emptyset .}
- eine Menge {\displaystyle {\mathcal {R}}^{(n)}=\{{\mathfrak {A,B,C,}}\dots \}\subset \mathrm {Pot} ({\mathfrak {P}}^{(n)})\setminus \left\{\emptyset \right\}} von {\displaystyle n} -stelligen Relationen auf der Grundmenge {\displaystyle {\mathfrak {P}}.}

Ein zweistelliges Relativ {\displaystyle ({\mathfrak {P}},{\mathcal {R}})} heißt einfach graphisch, wenn es die folgenden Eigenschaften erfüllt:
1. Scharf einfache Transitivität: {\displaystyle \bigwedge _{A,B\in {\mathfrak {P}}}\bigvee _{{\mathfrak {D}}\in {\mathcal {R}}}^{1}:A{\mathfrak {D}}B}. Zu zwei vorgegebenen Punkten {\displaystyle A,B\in {\mathfrak {P}}} gibt es genau eine „Verbindungs“-Relation {\displaystyle {\mathfrak {D}}\in {\mathcal {R}}}, man setzt:{\displaystyle \;} {\displaystyle {\mathfrak {D}}=AB:\Leftrightarrow A{\mathfrak {D}}B.}
2. Abgeschlossenheit bezüglich Gleichheitsrelation: {\displaystyle \bigwedge _{A,B,C\in {\mathfrak {P}}}:A(BB)C\Leftrightarrow A=C}. Gleichbedeutend ist dies damit, dass für die Gleichheitsrelation {\displaystyle {\mathfrak {E}}} auf {\displaystyle {\mathfrak {P}}} gilt: {\displaystyle {\mathfrak {E}}\in {\mathcal {R}}}.
3. Abgeschlossenheit bezüglich Inversen: {\displaystyle \bigwedge _{A,B\in {\mathfrak {P}}}:AB^{-1}=BA}. Die inverse Relation (Umkehrrelation) {\displaystyle {\mathfrak {D}}^{-1}} zu einer gegebenen Relation {\displaystyle {\mathfrak {D}}} ist auch in {\displaystyle {\mathcal {R}}} enthalten.
4. Linkstotalität:{\displaystyle \bigwedge _{A\in {\mathfrak {P}}}\bigwedge _{{\mathfrak {D}}\in {\mathcal {R}}}\bigvee _{B\in {\mathfrak {P}}}:A{\mathfrak {D}}B}. Die Relationen genügen einer gewissen Reichhaltigkeit.

Ein zweistelliges, einfach graphisches Relativ {\displaystyle ({\mathfrak {P}},{\mathcal {R}})} heißt homogen, wenn gilt:
{\displaystyle (H_{2})\bigwedge _{A,B\in {\mathfrak {P}}}\bigwedge _{{\mathfrak {A,B}}\in {\mathcal {R}}}:A({\mathfrak {A}}\circ {\mathfrak {B}})B\Rightarrow AB\subset {\mathfrak {A}}\circ {\mathfrak {B}}.}
Diese Formel wird als zweistufige Homogenitätsregel bezeichnet, sie ist äquivalent zu folgendem Ausdruck:
{\displaystyle (H_{2})\bigwedge _{A,B,C\in {\mathfrak {P}}}:AB\subset AC\circ CB.}
Ein zweistelliges, einfach graphisches und homogenes Relativ {\displaystyle ({\mathfrak {P}},{\mathcal {R}})} heißt affines Richtungsrelativ, wenn die Relationen folgenden Eigenschaften genügen:
1. Streng alternierende Relationen: {\displaystyle {\mathfrak {A}}\circ {\mathfrak {A}}^{-1}={\mathfrak {A}}\cup {\mathfrak {A}}^{-1}\cup {\mathfrak {E}}}
2. Idempotente Relationen: {\displaystyle {\mathfrak {A}}\circ {\mathfrak {A}}={\mathfrak {A}}}
3. Antisymmetrische Relationen: {\displaystyle {\mathfrak {A}}\cap {\mathfrak {A}}^{-1}=\emptyset }
4. Kommutierende Relationen: {\displaystyle {\mathfrak {A}}\circ {\mathfrak {B}}={\mathfrak {B}}\circ {\mathfrak {A}}}

Man spricht von einem affinen Relativ {\displaystyle ({\mathfrak {P}},{\mathcal {R}})}, wenn das Relativ einfach graphisch und homogen ist und die Relationen in {\displaystyle {\mathcal {R}}} symmetrisch alternierend sind, d. h.:
1. Symmetrie: {\displaystyle {\mathfrak {A}}={\mathfrak {A}}^{-1}}
2. Alternierende Relationen: {\displaystyle {\mathfrak {A}}\circ {\mathfrak {A}}^{-1}\subset {\mathfrak {A}}\cup {\mathfrak {E}}}

Jedes affine Richtungsrelativ {\displaystyle ({\mathfrak {P}},{\mathcal {R}})} stiftet ein affines Relativ {\displaystyle ({\mathfrak {P}},{\mathcal {\tilde {R}}})}, wenn gesetzt wird: {\displaystyle {\mathcal {\tilde {R}}}:=\{{\mathfrak {A}}\cup {\mathfrak {A}}^{-1}\mid {\mathfrak {A}}\in {\mathcal {R}}\}.}
Man spricht von einer affinen Geometrie {\displaystyle ({\mathfrak {P}},{\mathfrak {G}},\in ,\parallel )}, wenn gegeben sind:
- eine Menge von Punkten {\displaystyle {\mathfrak {P}}=\{A,B,C,\dots \}\neq \emptyset ,}
- eine Menge von Geraden {\displaystyle {\mathfrak {G}}=\{g,h,k,\dots \}\subset \mathrm {Pot} ({\mathfrak {P}}),}
- die mengentheoretische Elementbeziehung {\displaystyle \in } als Inzidenzrelation,
- eine Parallelenrelation {\displaystyle \parallel } auf {\displaystyle {\mathfrak {G}}}

und wenn die folgenden Eigenschaften gelten:
1. Existenz und Eindeutigkeit der Verbindungsgeraden: Durch zwei verschiedene Punkte {\displaystyle A,\,B} geht genau eine Gerade {\displaystyle g} mit {\displaystyle A,B\in g}. Man setzt für diese eindeutig bestimmte Verbindungsgerade {\displaystyle g} auch {\displaystyle g_{AB}}.
2. Geraden sind Verbindungsgeraden: Auf jeder Gerade liegen mindestens zwei Punkte.
3. Die Parallelenrelation {\displaystyle \parallel } ist eine Äquivalenzrelation
4. Euklidisches Parallelenpostulat: Durch jeden Punkt geht genau eine Gerade, die zu einer gegebenen Gerade parallel ist.
5. Konstruierbarkeit parallelähnlicher Dreiecke (Tamaschke-Axiom): Wenn ein Dreieck (drei nicht auf einer Gerade liegende Punkte) {\displaystyle ABC} gegeben ist und zwei Punkte {\displaystyle A'} und {\displaystyle B'} derart, dass die Gerade {\displaystyle AB} parallel zu der Geraden {\displaystyle A'B'} liegt, so gibt es einen Punkt {\displaystyle C'} so, dass auch {\displaystyle AC} parallel zu {\displaystyle A'C'} und {\displaystyle BC} parallel zu {\displaystyle B'C'} liegen.

Aus einem affinen Relativ {\displaystyle ({\mathfrak {P}},{\mathcal {R}})} entsteht durch Anwendung des folgenden Verfahrens {\displaystyle \gamma } eine affine Geometrie {\displaystyle ({\mathfrak {P}},{\mathfrak {G}},\in ,\parallel )=({\mathfrak {P}},{\mathcal {R}})\gamma :}
{\displaystyle {\mathfrak {G}}:=\{A({\mathfrak {B}}\cup {\mathfrak {E}})\mid A\in {\mathfrak {P}}\wedge {\mathfrak {B}}\in {\mathcal {R}}\setminus \{{\mathfrak {E}}\}\}}
{\displaystyle A({\mathfrak {B}}\cup {\mathfrak {E}})\parallel A'({\mathfrak {B}}'\cup {\mathfrak {E}}):\Leftrightarrow {\mathfrak {B}}={\mathfrak {B}}'.}
Aus einer affinen Geometrie {\displaystyle ({\mathfrak {P}},{\mathfrak {G}},\in ,\parallel )} entsteht durch Anwendung des Verfahrens {\displaystyle \alpha } ein affines Relativ {\displaystyle ({\mathfrak {P}},{\mathcal {R}})=({\mathfrak {P}},{\mathfrak {G}},\in ,\parallel )\alpha :}
{\displaystyle {\mathcal {R}}:=\{\left\langle g\right\rangle \subset {\mathfrak {P}}^{2}\mid g\in {\mathfrak {G}}\}\cup \{{\mathfrak {E}}\}}
{\displaystyle A\left\langle g\right\rangle B:\Leftrightarrow A\neq B\wedge g_{A,B}\parallel g.}
Für alle affinen Relative {\displaystyle ({\mathfrak {P}},{\mathcal {R}})} und alle affinen Geometrien {\displaystyle ({\mathfrak {P}},{\mathfrak {G}},\in ,\parallel )} gilt:
{\displaystyle ({\mathfrak {P}},{\mathfrak {G}},\in ,\parallel )\alpha \gamma \cong ({\mathfrak {P}},{\mathfrak {G}},\in ,\parallel ).}
{\displaystyle ({\mathfrak {P}},{\mathcal {R}})\gamma \alpha \cong ({\mathfrak {P}},{\mathcal {R}}).}
Affine Relative und affine Geometrien sind synonym zueinander, der (H2)-Homogenitätsregel auf der algebraischen Seite entspricht die Konstruierbarkeit parallelähnlicher Dreiecke auf der geometrischen Seite.
Die Klasse der dreistelligen affinen Relative erweist sich ebenfalls als synonym zur Klasse der affinen Geometrien.
Ein zweistelliges, einfach graphisches und homogenes Relativ {\displaystyle ({\mathfrak {P}},{\mathcal {R}})}, also ein Relativ, dessen Relationenmenge scharf einfach transitiv, abgeschlossen gegenüber Gleichheitsrelation und Inversion, linkstotal und homogen ist, definiert mit
{\displaystyle {\begin{cases}{\mathcal {R}}^{(3)}\;:=\;\{ABC\mid A,B,C\in {\mathfrak {P}}\}\\(A',B',C')\in ABC\;:\Leftrightarrow \;A'(AB)B'\wedge B'(BC)C'\wedge A'(AC)C'\end{cases}}}
ein einfach graphisches dreistelliges Relativ {\displaystyle ({\mathfrak {P}},{\mathcal {R}}^{(3)})}.
Mit der Definition {\displaystyle ({\mathfrak {P}},{\mathcal {R}}^{(3)})\pi :=({\mathfrak {P}},{\mathcal {R}}^{(3)}{\mathcal {F}}_{2})} unter Anwendung eines Projektionsfunktors {\displaystyle {\mathcal {F}}_{2}} auf jeweils 2 Stellen der dreistelligen Relationen wird ein synonymer Zusammenhang hergestellt einerseits zwischen der Klasse der zweistelligen einfach graphischen Relative, die überdies homogen sind und andererseits der Klasse der dreistelligen einfach graphischen Relative. Diese werden affin genannt, wenn ihre 2-stellige Projektion es ist.

##### Projektiver Teil
Man spricht von einer Multigruppe {\displaystyle ({\mathcal {P}};\cdot ,{\overline {.}},{\mathfrak {E}})}, wenn gegeben sind:
- eine Menge {\displaystyle {\mathcal {P}}=\{{\mathfrak {A,B,C,}}\dots \}}
- eine zweistellige Operation

{\displaystyle \left\{{\begin{array}{c}{\mathcal {P}}\times {\mathcal {P}}\longrightarrow \mathrm {Pot} \;{\mathcal {P}}\setminus \{\emptyset \}\\{\mathfrak {A,B}}\longmapsto {\mathfrak {A}}{\mathfrak {B}}:={\mathfrak {A}}\cdot {\mathfrak {B}}\end{array}}\right.}
- eine Involution

{\displaystyle \left\{{\begin{array}{c}{\mathcal {P}}\longrightarrow {\mathcal {P}}\\{\mathfrak {A}}\longmapsto {\overline {\mathfrak {A}}}\end{array}}\right.}
- ein neutrales Element {\displaystyle {\mathfrak {E}}\in {\mathcal {P}}} mit {\displaystyle {\overline {\mathfrak {E}}}={\mathfrak {E}}}

und wenn folgende Eigenschaften mit der Erweiterung
{\displaystyle \mathrm {Pot} \;{\mathcal {P}}\setminus \{\emptyset \}\ni {\mathcal {A}},{\mathcal {B}}\mapsto {\mathcal {A}}{\mathcal {B}}:=\bigcup _{{\mathfrak {A}}\in {\mathcal {A}},{\mathfrak {B}}\in {\mathcal {B}}}{\mathfrak {A}}{\mathfrak {B}}}
gelten:
1. Existenz eines neutralen Elements: {\displaystyle {\mathfrak {A}}{\mathfrak {E}}={\mathfrak {E}}{\mathfrak {A}}=\{{\mathfrak {A}}\}}.
2. Idempotenzregel: {\displaystyle {\mathfrak {A}}{\overline {\mathfrak {A}}}\subset \{{\mathfrak {A}},{\overline {\mathfrak {A}}},{\mathfrak {E}}\}}.
3. Austauschregel: {\displaystyle {\mathfrak {A}}{\mathfrak {B}}\ni {\mathfrak {C}}\;\succ \;{\mathfrak {C}}{\overline {\mathfrak {B}}}\ni {\mathfrak {A}}}.
4. Assoziativgesetz: {\displaystyle ({\mathfrak {A}}{\mathfrak {B}}){\mathfrak {C}}\;=\;{\mathfrak {A}}({\mathfrak {B}}{\mathfrak {C}})}.
5. Kommutativgesetz: {\displaystyle {\overline {{\mathfrak {A}}{\mathfrak {B}}}}\;=\;{\overline {\mathfrak {B}}}\;{\overline {\mathfrak {A}}}}.

{\displaystyle {\mathfrak {A}}{\mathfrak {B}}} ist ein Produkt des in {\displaystyle ({\mathcal {P}};\cdot ,{\overline {.}},{\mathfrak {E}})} mit {\displaystyle \;\cdot \;} zitierten Multiplikationszeichens; der Malpunkt wird also nicht mehr geschrieben. Ist der involutorische Antiautomorphismus {\displaystyle \;{\overline {.}}\;} einer Multigruppe {\displaystyle ({\mathcal {P}};\cdot ,{\overline {.}},{\mathfrak {E}})} gleich der Identität auf {\displaystyle {\mathcal {P}}}, so spricht man von einer projektiven Multigruppe {\displaystyle ({\mathcal {P}};\cdot ,{\mathfrak {E}})}.
Man spricht von einer projektiven Geometrie {\displaystyle (\mathbb {P} ,\mathbb {G} ,\in )}, wenn gegeben sind:
- eine Menge von Punkten {\displaystyle \mathbb {P} =\{A,B,C,\dots \}\neq \emptyset ,}
- eine Menge von Geraden {\displaystyle \mathbb {G} =\{g,h,k,\dots \}\subset \mathrm {Pot} (\mathbb {P} ),}
- die mengentheoretische Elementbeziehung {\displaystyle \in } als Inzidenzrelation,

und wenn die folgenden Axiome gelten:
1. Existenz und Eindeutigkeit der Verbindungsgeraden: Sind {\displaystyle A} und {\displaystyle B} zwei verschiedene Punkte, so gibt es genau eine Gerade {\displaystyle g_{AB}}, die mit {\displaystyle A} und {\displaystyle B} inzidiert.
2. Reichhaltigkeitsaxion: Auf jeder Geraden liegen mindestens drei Punkte
3. Veblensches Axiom: Sind {\displaystyle A}, {\displaystyle B}, {\displaystyle C}, {\displaystyle D} vier Punkte, so dass {\displaystyle g_{A,B}} und {\displaystyle g_{C,D}} mit einem gemeinsamen Punkt inzidieren, so inzidieren auch {\displaystyle g_{A,C}} und {\displaystyle g_{B,D}} mit einem gemeinsamen Punkt.

Aus einer projektiven Geometrie {\displaystyle (\mathbb {P} ,\mathbb {G} ,\in )} mit {\displaystyle \lambda } als Kennzeichen ihrer Ordnung, also der Anzahl von Punkten auf einer Geraden, entsteht eine projektive Multigruppe {\displaystyle ({\mathcal {P}}:=\mathbb {P} \cup \{{\mathfrak {E}}\};\cdot ,{\mathfrak {E}})}, wenn man setzt:
{\displaystyle \bigwedge _{A,B\in \mathbb {P} }\;A\cdot B:={\begin{cases}\{A\},&{\text{falls }}\;A=B,\,\lambda =3\\\{A,{\mathfrak {E}}\},&{\text{falls }}\;A=B,\,\lambda >3\\g_{A,B},&{\text{falls }}\;A\neq B.\end{cases}}}
Aus einer projektiven Multigrppe
{\displaystyle ({\mathcal {P}};\cdot ,{\mathfrak {E}})} entsteht eine projektive Geometrie
{\displaystyle (\mathbb {P} :={\mathcal {P}}\setminus \{{\mathfrak {E}}\},\mathbb {G} ,\in )}
mit
{\displaystyle \mathbb {G} :=\{{\mathfrak {A}}+{\mathfrak {B}}\mid {\mathfrak {A}}\neq {\mathfrak {B}}\in \mathbb {P} \},\;{\mathfrak {A}}+{\mathfrak {B}}:={\mathfrak {A}}{\mathfrak {B}}\cup \{{\mathfrak {A}},{\mathfrak {B}}\}}
Aufgrund des synonymen Zusammenhangs sind projektive Multigruppen und projektive Geometrien zwei verschiedene Sprechweisen für ein und denselben Sachverhalt.

##### Weitere synonyme Beziehungen
Mit den affinen Relativen, seinerzeit noch ohne Homogenitätsregeln, beschreibt Arnold – ein Schüler von Emanuel Sperner – in den 1970er Jahren vollständig und synonym die Sperner Spaces, das Pendant der projektiven Multigruppen / projektiven Relative, ebenfalls noch ohne Homogenitätsregel, dann die projektiven Geometrien.
Jeder Operator {\displaystyle {\mathfrak {B}}\in {\mathcal {R}}} eines binären affinen Relativs {\displaystyle ({\mathfrak {P}},{\mathcal {R}})} entspricht der (noch ungeordneten) Richtung einer Parallelschar in der zugehörigen affinen Geometrie, die als Produkt geschriebene Verknüpfung {\displaystyle {\mathfrak {A}}{\mathfrak {B}}} einer projektiven Multigruppe {\displaystyle ({\mathcal {P}};\cdot ,{\mathfrak {E}})} bedeutet das Ziehen der Verbindungsgeraden in der zugehörigen projektiven Geometrie. Mit der Hinzunahme einer Antisymmetrie der Operatoren in den affinen Relativstrukturen und durch die Einführung einer Inversion und die Zerlegung eines Punktes in ein ungeordnetes Paar zueinander inverser Algebrenelemente in den projektiven Relativen / Multigruppen gelingt Hans-Joachim Arnold dann die Zerlegung der Geraden in zwei entgegengesetzte Halbstrahlen analog der Hilbertschen Zwischenlage, das Resultat ist eine synonyme Beschreibung Hilbertsch angeordneter affiner und projektiver Geometrien durch affine Richtungsrelative und projektive Punktoperationen / Multigruppen mit Involution.
Thomas Ledabo schwächt die Axiome beider darstellenden Algebren {\displaystyle ({\mathfrak {P}},{\mathcal {R}})} und {\displaystyle ({\mathcal {P}};\cdot ,{\overline {.}},{\mathfrak {E}})} derartig ab, dass mit seinen affinen Präferenzrelativen und projektiven Punktalgebren angeordnete und im eigentlichen Sinne nicht anordenbare Modelle affiner und projektiver Geometrien einschließlich ihrer Fernstrukturen unter einem einheitlichen Algebraisierungsverfahren und einer einheitlichen algebraischen Struktur betrachtet werden können. Für die synonyme Algebraisierung Spernerscher angeordneter – kurz: halbgeordneter – affiner Geometrien werden Orientierungsfunktionen verwendet, wie sie Helmut Karzel und Hanfried Lenz für die Spernerschen Ordnungsfunktionen festlegen. Der relationentheoretische Kalkül erweist sich dann auch noch wirksam in allgemeineren geometrischen Bereichen: Affine Liniengeometrien, deren wesentlicher Unterschied zu herkömmlichen affinen Geometrien in der Existenz von mehreren Verbindungslinien zu zwei verschiedenen Punkten ist und affine Gitter, also affine Linengeometrien mit der Existenz eines maximalen Elementes in der Menge der einer vorgegebenen Linie umfassenden Linien werden mit Linienrelativen synonym beschrieben.
Roland Soltysiak gelang der Nachweis des synonymen Zusammenhanges zwischen fastaffinen Relativen 1. Art und den von Fastkörpern induzierten fastaffinen Räumen sowie mit den fastaffinen Relativen 2. Art zu Spernerschen Räumen über Fastkörpern – also von regulären Fastvektorräumen induzierten volltranslationsfähigen affinen Geometrien mit distributiver Basis, nebst der relationenalgebraischen Beschreibung der zugehörigen Fernstrukturen.

#### Operator operandum
Der Fernraum gemäß operator operandum wird in der Relationensprache wie folgt ausgedrückt:
Ausgehend von einem affinen Relativ {\displaystyle ({\mathfrak {P}},{\mathcal {R}})} wird eine projektive Multigruppe {\displaystyle ({\mathcal {R}};\cdot ,{\mathfrak {E}})} definiert gemäß
{\displaystyle \left\{{\begin{array}{c}{\mathcal {R}}\times {\mathcal {R}}\longrightarrow \mathrm {Pot} \;{\mathcal {R}}\setminus \{\emptyset \}\\{\mathfrak {A,B}}\longmapsto {\mathfrak {A}}{\mathfrak {B}}:=\lbrace {\mathfrak {C}}\in {\mathcal {R}}\;\vert \;{\mathfrak {A}}\circ {\mathfrak {B}}\supset {\mathfrak {C}}\rbrace \end{array}}\right.}
die wiederum die projektive Geometrie {\displaystyle (\mathbb {P} ,\mathbb {G} ,\in )} des Fernraums von {\displaystyle ({\mathfrak {P}},{\mathcal {R}})\gamma } – der Funktor {\displaystyle \;\gamma } ist das Geometrisierungsverfahren – liefert mit der Setzung
{\displaystyle \mathbb {P} :={\mathcal {R}}\setminus \{{\mathfrak {E}}\}\;,\;\mathbb {G} :=\{{\mathfrak {A}}{\mathfrak {B}}\cup \{{\mathfrak {A}},{\mathfrak {B}}\}\,\vert \,{\mathfrak {A}}\neq {\mathfrak {B}}\in \mathbb {P} \}}

#### Konstruktive Erweiterbarkeit
Der beschriebene Gleichklang geometrischer und (relationen-)algebraischer Sprechweise lässt sich dann für wichtige geometrische Schließungssätze durch geeignete Rechenregeln „konstruktiv erweitern“: Als eine wichtige Regel erweist sich die zweistufige affine (H2)-Homogenitätsregel,
{\displaystyle (H_{2})\bigwedge _{A,B,C\in {\mathfrak {P}}}:AB\subset AC\circ CB.}
sie ist auf der geometrischen Seite äquivalent zum Tamaschke-Axiom, das für die Verträglichkeit des Parallelitäts- mit dem Schnittpunktbegriff sorgt. Das in projektiven Multigruppen gültige Assoziativgesetz ist äquivalent zu dem nach Oswald Veblen und John Wesley Young benannten Axiom der Homogenität, das für den Schnitt zweier in einer projektiven Ebene liegenden Geraden sorgt. Legt man dreistellige affine Relative zugrunde, so erweisen sich diese ebenfalls als synonym zu den affinen Geometrien, siehe oben genanntes Übergangsverfahren.
Mit der Anwendung eines Projektionsfunktors {\displaystyle {\mathcal {F}}_{1,4}} auf die Stellen 1 und 4 im Verkettungsprodukt {\displaystyle \boxminus } zweier dreistelliger Relationen
{\displaystyle AXY\oslash XYB:=(AXY\boxminus XYB){\mathcal {F}}_{1,4}:=}
{\displaystyle \{(C_{1},C_{2},C_{3},C_{4})\mid (C_{1},C_{2},C_{3})\in AXY\;\wedge \;(C_{2},C_{3},C_{4})\in XYB\}{\mathcal {F}}_{1,4}}
gilt die dreistufige affine (H3)-Homogenitätsregel
{\displaystyle (H_{3})\;\bigwedge _{A,B,X,Y\in {\mathfrak {P}}}:AB\subset AXY\oslash XYB}
genau dann, wenn geometrischerseits der große affine Satz von Desargues als Zusatzaxiom gültig ist.
Das primäre Operieren der nunmehr dreistelligen Relationen liefert Parallelperspektiven, zum sekundären Operieren gemäß „operator operandum“ wird ein das Relationenprodukt verallgemeinerndes sogenanntes „inneres Relationenprodukt“ {\displaystyle \oslash } erklärt. Dieses Produkt liefert wieder zweistellige Relationen, die in einem binären affinen Relativ als Projektion des ursprünglichen dreistelligen Relativs liegen. Im Fernraum entspricht der Berechnung des inneren Relationenproduktes die Konstruktion des 6ten Hessenbergschen bzw. Veblenschen (Fern-)Punktes zu fünf gegebenen, die aus den zweistelligen Projektionen der dreistelligen Faktoren eines inneren Produktes gehören.
Trotz der synonymen Beziehung zu den projektiven Ebenen eignen sich die projektiven Multigruppen noch nicht als Kalkül für Schnittpunktsätze wie dem Satz von Desargues, Abhilfe schaffen erst die auf dem kartesischen Produkt der Grundmenge operierenden 2x2-Relationen und daraus abgeleiteten projektive Relative
{\displaystyle ({\mathcal {P}}_{2},{\mathcal {R}}_{2})} gemäß folgendem Übergang:
{\displaystyle ({\mathcal {P}};\cdot ,{\mathfrak {E}})} sei eine projektive Multigruppe mit einer Basis aus 3 Punkten, d. h. drei Elementen aus {\displaystyle \mathbb {P} :={\mathcal {P}}\setminus \{{\mathfrak {E}}\}} .
Die (2x2)-Relationen werden als binäre Relationen auf der Menge
{\displaystyle {\mathcal {P}}_{2}:=\left\{{\binom {\mathfrak {C^{1}}}{\mathfrak {C^{2}}}}\;\vert \;{\mathfrak {C^{i}}}\in {\mathcal {P}},i=1,2\right\}}
gemäß
{\displaystyle {\mathcal {R}}_{2}:=\left\{{\frac {\mathfrak {A}}{\mathfrak {B}}}\;\vert \;{\mathfrak {A}},{\mathfrak {B}}\in {\mathcal {P}}\right\}}
und
{\displaystyle {\binom {\mathfrak {C_{1}^{1}}}{\mathfrak {C_{1}^{2}}}}{\frac {\mathfrak {A}}{\mathfrak {B}}}{\binom {\mathfrak {C_{2}^{1}}}{\mathfrak {C_{2}^{2}}}}}
über
{\displaystyle {\mathfrak {C_{1}^{i}}}{\mathfrak {A}}\ni {\mathfrak {C_{2}^{i}}};\;i=1,2}
{\displaystyle {\mathfrak {C_{i}^{1}}}{\mathfrak {B}}\ni {\mathfrak {C_{i}^{2}}};\;i=1,2}
definiert.
Die projektive (H2x2)-Homogenitätsregel
{\displaystyle (H_{2x2})\;\bigwedge _{{\mathfrak {A_{i}}},{\mathfrak {B}}\in {\mathcal {P}}}:{\mathfrak {A_{1}}}\in {\mathfrak {A_{2}}}{\mathfrak {A_{3}}}\;\;\Rightarrow \;\;{\frac {\mathfrak {A_{1}}}{\mathfrak {B}}}\;\subset \;{\frac {\mathfrak {A_{2}}}{\mathfrak {B}}}\;\circ \;{\frac {\mathfrak {A_{3}}}{\mathfrak {B}}}}
entspricht dann umkehrbar eindeutig der Gültigkeit des großen Satzes von Desargues in einer projektiven Ebene {\displaystyle ({\mathcal {P}};\cdot ,{\mathfrak {E}})\gamma } und eine Modifikation von (H2x2) dem kleinen Hessenbergschen Invarianzsatz.

### Handlungstheorie
Mit relationentheoretischen Gruppierungen gelingt Arnold eine mathematische Beschreibung des von Jean Piaget und Hans Aebli weiterentwickelten Begriffs des Handlungsschemas, das auf dem Hintergrund der prädikativen Ausdrucksweise für Handlungen durch Aussageformen dargestellt wird. Darauf aufsetzende binäre Handlungsfelder {\displaystyle ({\mathfrak {P}},v(\cdot ),{\mathcal {P}})} sind Tripel aus einer nichtleeren Objektmenge {\displaystyle \textstyle {\mathfrak {P}}} , einer nichtleeren Parametermenge {\displaystyle {\mathcal {P}}} und ein sprachliches Gebilde {\displaystyle v(\cdot )},
welches durch Einsetzen eines beliebigen Parameters {\displaystyle p\in {\mathcal {P}}} zu einem Verb {\displaystyle v(p)} wird, durch welches geordnete Tupel von Objekten {\displaystyle A,C\in {\mathfrak {P}}} in Bezug gesetzt werden. In einem binären Handlungsfeld {\displaystyle ({\mathfrak {P}},v(\cdot ),{\mathcal {P}})} gibt es zu jedem {\displaystyle p\in {\mathcal {P}}} eine zweistellige Aussageform
{\displaystyle \textstyle {\text{Man}}\;v(p)x_{0}x_{1}},
die bei Einsetzen {\displaystyle A_{0},A_{1}\in {\mathfrak {P}}} in die Leerstellen {\displaystyle x_{0},x_{1}} sinnvoll wird, d. h. dass das Ergebnis einer solchen Einsetzung in {\displaystyle (\ast )} prinzipiell auf Wahrheit hin überprüfbar ist. Ein Beispiel dafür wären Richtungen als Parameterelemente, {\displaystyle v(\cdot )} lautete
„ gelangt in Richtung {\displaystyle (\cdot )\,} “,
die Aussageform {\displaystyle (*)} lautete
„ Man gelangt in Richtung {\displaystyle p} von {\displaystyle x_{0}} nach {\displaystyle x_{1}} “.
Die so definierten Handlungsfelder {\displaystyle ({\mathfrak {P}},v(\cdot ),{\mathcal {P}})} erweisen sich dann als synonym zu binären Relativen, hier zu Handlungsrelativen {\displaystyle ({\mathfrak {P}},{\mathcal {R}})} wenn gesetzt wird: {\displaystyle \textstyle {\mathcal {R}}:=\{{\dot {p}}\,|\,p\in {\mathcal {P}}\}} mit {\displaystyle A_{0}{\dot {p}}A_{1}\;:\Leftrightarrow \,{\text{Man}}\;v(p)A_{0}A_{1}\;{\text{f.a.}}\;A_{0},A_{1}\in {\mathfrak {P}},p\in {\mathcal {P}}}.

### Systemtheorie
Die bei affinen Geometrien gewählte Vorgehensweise, jeweils einer Parallelschar eine Relation eines affinen Relativs zuzuordnen, wird analog bei der Konstruktion eines systembeschreibenden Relativs angewendet: den festen Stellwerten eines vorgegebenen Systems der ingenieurwissenschaftlichen Kontrolltheorie werden binäre Relationen auf dem kartesischen Produkt der Zeit- und Zustandsmenge des Systems zugeordnet, deren Produkt in geeigneten Zeitintervallen zu den Kontrollfunktionen führt. Die dadurch von Arnold definierten Regel-Relative erlauben ihm eine synonyme Kennzeichnung des abstrakten Systembegriffs von Eduardo Sontag, der sich an der Definition eines dynamischen Systems seines Lehrers Rudolf Kálmán orientiert.

#### Synonymer Zusammenhang
Man spricht von einem allgemeinen dynamischen System {\displaystyle ({\mathcal {T}},X,{\mathcal {U}},\Phi )}
nach Sontag und Kalman, wenn vorgegeben werden:
- als „Zeitmenge“ eine Untergruppe {\displaystyle {\mathcal {T}}(+)<\mathbb {R} (+)} ;
- eine nicht leere Menge {\displaystyle X} , deren Elemente „Zustände“ heißen;
- eine nicht leere Menge {\displaystyle {\mathcal {U}}}, deren Elemente „Stellwerte“ heißen;
- eine Zustandsüberführungsfunktion {\displaystyle \Phi :{\mathcal {D}}_{\Phi }\longrightarrow X,}

wobei {\displaystyle {\mathcal {D}}_{\Phi }} eine Teilmenge ist von {\displaystyle \{(\tau ,\sigma ,x,\omega )\mid \sigma ,\tau \in {\mathcal {T}};\sigma \leq \tau ;x\in X;\omega \in {\mathcal {U}}^{[\sigma ,\tau )}\}}
und wenn die folgenden Bedingungen erfüllt sind:
1. Nicht-Trivialität: Zu jedem Zustand {\displaystyle x_{0}\in X} gibt es mindestens ein Paar {\displaystyle \sigma <\tau } in {\displaystyle {\mathcal {T}}} und ein {\displaystyle \omega \in {\mathcal {U}}^{[\sigma ,\tau )}} derart, dass „{\displaystyle \omega } auf {\displaystyle x_{0}} anwendbar“ ist, d. h. derart, dass {\displaystyle (\tau ,\sigma ,x_{0},\omega )\in {\mathcal {D}}_{\Phi }}
2. Restriktion: Ist {\displaystyle \omega \in {\mathcal {U}}^{[\sigma ,\tau )}} anwendbar auf {\displaystyle x}, so ist auch für jedes {\displaystyle \mu \in [\sigma ,\tau )} die Restriktion {\displaystyle \omega _{1}=\omega \mid _{[\sigma ,\mu )}\in {\mathcal {U}}^{[\sigma ,\mu )}} auf {\displaystyle x} anwendbar und die Restriktion {\displaystyle \omega _{2}=\omega \mid _{[\mu ,\tau )}\in U^{[\mu ,\tau )}} ist anwendbar auf {\displaystyle x(\mu )=(\mu ,\sigma ,x,\omega _{1})\Phi } .
3. Halbgruppe: Sind {\displaystyle \sigma ,\mu ,\tau } drei reelle Zahlen mit {\displaystyle \sigma <\mu <\tau }, ist {\displaystyle \omega _{1}\in {\mathcal {U}}^{[\sigma ,\mu )}} und {\displaystyle \omega _{2}\in {\mathcal {U}}^{[\mu ,\tau )}} und ist {\displaystyle x} ein Zustand mit {\displaystyle (\mu ,\sigma ,x,\omega _{1})\Phi =x_{1}\wedge (\tau ,\mu ,x_{1},\omega _{2})\Phi =x_{2}} , dann ist die Verkettung {\displaystyle \omega =\omega _{1}{\dot {\vee }}\omega _{2}\in {\mathcal {U}}^{[\sigma ,\tau )}} auf {\displaystyle x} anwendbar, und es gilt {\displaystyle (\tau ,\sigma ,x,\omega )\Phi =x_{2}.}
4. Identität: Für jedes {\displaystyle \sigma \in {\mathcal {T}}} und jedes {\displaystyle x\in X} ist die leere Abbildung {\displaystyle \diamond \in {\mathcal {U}}^{[\sigma ,\sigma )}} auf {\displaystyle x} anwendbar, und es gilt {\displaystyle (\sigma ,\sigma ,x,\diamond )\Phi =x.}
5. Reduktion: Es seien {\displaystyle u_{1},u_{2}\in {\mathcal {U}}} und es gelte {\displaystyle \bigwedge _{\sigma \in {\mathcal {T}}}\bigwedge _{\tau \in {\mathcal {T}}}\bigwedge _{x\in X}(\tau ,\sigma ,x,\omega _{u_{1}})\Phi =(\tau ,\sigma ,x,\omega _{u_{2}})\Phi } , wobei {\displaystyle \omega _{u_{i}}(t)\equiv u_{i}\;{\text{ f.a. }}t\in [\sigma ,\tau )} gesetzt sei, so folgt {\displaystyle u_{1}=u_{2}}.

Beispiel:
Ein lineares zeitinvariantes Mehrgrößensystem, das beschrieben wird durch
{\displaystyle {\dot {x}}(t)=Ax(t)+Bu(t)}
mit {\displaystyle {\dot {x}}(t)\in \mathbb {R} ^{n},u(t)\in \mathbb {R} ^{m}} sowie Matrizen {\displaystyle A} und {\displaystyle B} mit entsprechend angepassten Dimensionen und Anfangswert {\displaystyle x(t_{0})=x_{0}}, stellt zu jedem Zeitpunkt {\displaystyle t} eine Beziehung zwischen den Zuständen {\displaystyle x(t)}, deren zeitlichen Ableitungen {\displaystyle {\dot {x}}(t)} und Eingängen {\displaystyle u(t)} her. Mit Hilfe der Matrixexponentialfuntkion für die Lösung der vektorwertigen Differentialgleichung wird ein Sontag'sches System wie folgt definiert:
{\displaystyle {\begin{cases}{\mathcal {T}}(+)\ :=\ \mathbb {R} (+)\\X\ :=\ \mathbb {R} ^{n}\\{\mathcal {U}}\ :=\ \mathbb {R} ^{m}\\{\mathcal {D}}_{\Phi }\ :=\ \{(\tau ,\tau _{0},x_{0},u(\cdot ))\mid \tau _{0}\leq \tau ,\ u(\cdot )\ {\text{stückweise stetig differenzierbar}}\}\\(\tau ,\tau _{0},x_{0},u(\cdot ))\Phi \ :=\ e^{A(\tau -\tau _{0})}x_{0}\,+\,\int _{\tau _{0}}^{\tau }e^{A(\tau -\sigma )}Bu(\sigma )\,d\sigma \end{cases}}}
Man spricht von einem Regel-Relativ {\displaystyle ({\mathfrak {P}},{\mathcal {R}},\Pi \cdot dt),} wenn vorgegeben werden:
- als „Zeitmenge“ eine Untergruppe {\displaystyle {\mathcal {T}}(+)<\mathbb {R} (+);}
- eine nicht leere Menge {\displaystyle X} , deren Elemente „Zustände“ heißen;
- eine nicht leere Menge {\displaystyle {\mathcal {R}}} von binären Relationen auf der Grundmenge {\displaystyle {\mathfrak {P}}={\mathcal {T}}\times X:{\mathcal {R}}\subset \mathrm {Pot} ({\mathfrak {P}}\times {\mathfrak {P}});}
- eine Abbildungsschar {\displaystyle \Pi \cdot dt}, in der zu jedem Paar {\displaystyle \sigma ,\tau \in {\mathcal {T}}} mit {\displaystyle \sigma \leq \tau } eine Abbildung

{\displaystyle \Pi _{\sigma }^{\tau }\cdot dt\colon \left\{{\begin{array}{c}{\mathcal {R}}^{[\sigma ,\tau )}\longrightarrow \mathrm {Pot} ({\mathfrak {P}}\times {\mathfrak {P}})\\\Omega \longmapsto \Pi _{\sigma }^{\tau }\Omega dt\end{array}}\right.}
existiert
und wenn die folgenden Eigenschaften gelten:
1. {\displaystyle \bigwedge _{x\in X}\bigvee _{\sigma <\tau }\bigvee _{\Omega \in {\mathcal {R}}^{[\sigma ,\tau )}}(\sigma ,x)\Pi _{\sigma }^{\tau }\Omega dt\neq \emptyset }. Auf jeden Punkt bzw. Zustand kann eine Relation angewendet werden.
2. {\displaystyle (\sigma ,x)\Pi _{\sigma }^{\tau }\Omega dt(\tau ,y_{1})\wedge (\sigma ,x)\Pi _{\sigma }^{\tau }\Omega dt(\tau ,y_{2})\succ y_{1}=y_{2}}. Bedeutet anschaulich, dass bei gleichen betrachteten Anfangswerten, Stellgrößenverläufen und Zeitabschnitten der erreichte Zustand eindeutig ist.
3. {\displaystyle \Pi _{\sigma }^{\mu }\Omega _{1}dt\circ \Pi _{\mu }^{\tau }\Omega _{2}dt=\Pi _{\sigma }^{\tau }(\Omega _{1}{\dot {\vee }}\Omega _{2})dt}. Beschreibt, wie ein Stellwertverlauf sich aus zwei einzelnen Verläufen zusammensetzen kann.
4. {\displaystyle \bigwedge _{c\in {\mathcal {R}}}\Pi _{\sigma }^{\tau }cdt=c\cap (\tau -\sigma ),} wobei {\displaystyle (\tau -\sigma )} die gemäß {\displaystyle (\sigma ',x)(\tau -\sigma )(\tau ',y)\;:\Leftrightarrow \;\tau '=\tau \wedge \sigma '=\sigma } erklärte Relation ist und {\displaystyle \Pi _{\sigma }^{\tau }c\,dt=\Pi _{\sigma }^{\tau }\Omega _{c}dt} zu setzen ist für {\displaystyle \Omega _{c}(t)\equiv c\;} f.a. {\displaystyle t\in [\sigma ,\tau )} . Sichert die Konsistenz der aus konstanten Kontrollfunktionen generierten Relationen zur Relationenschar {\displaystyle [\Pi \cdot dt]}.
5. {\displaystyle \bigwedge _{\sigma \in {\mathcal {T}}}\bigwedge _{x\in X}(\sigma ,x)\Pi _{\sigma }^{\sigma }\diamond dt(\sigma ,x)} gilt für die leere Abbildung {\displaystyle \diamond \in {\mathcal {R}}^{[\sigma ,\sigma )}}. Ist für die Übertragung von dynamischen Systemen auf relative lediglich von formaler Natur.

Das oben genannten lineare zeitinvariante System erzeugt ein Regel-Relativ wie folgt:
1. Festlegen der Grundmenge {\displaystyle {\mathfrak {P}}:=\mathbb {R} \times \mathbb {R} ^{n}}, (bei {\displaystyle {\mathcal {T}}=\mathbb {R} }).
2. Definition der systembeschreibenden Kontrollrelationen {\displaystyle {\mathfrak {C}}\in {\mathcal {R}}} für konstante Stellwerte u {\displaystyle (t_{0},x_{0})\langle u\rangle (t_{1},x_{1})\,:\Leftrightarrow \,e^{A(t_{1}-t_{0})}x_{0}\,+\,\int _{t_{0}}^{t_{1}}e^{A(t-\tau )}Bu\,d\tau =x_{1}\,\Leftrightarrow \,\bigvee _{x(t)}{\dot {x}}(t)=Ax(t)+Bu(t)\quad \wedge \quad x(t_{0})=x_{0}\quad \wedge \quad x(t_{1})=x_{1}}.
3. Stückweise konstante Kontrollfunktionen werden dann mit Hilfe des einfachen Relationenproduktes {\displaystyle \circ } gemäß Axiom 3 angegeben, für beliebig variable Funktionen geschieht dies durch den Grenzübergang in der Abbildungsschar {\displaystyle [\Pi \cdot dt]}.

Für alle Regel-Relative {\displaystyle ({\mathfrak {P}}={\mathcal {T}}\times X,{\mathcal {R}},\Pi \cdot dt)} und alle Systeme {\displaystyle ({\mathcal {T}},X,{\mathcal {U}},\Phi )} gibt es geeignete Übergangsverfahren {\displaystyle \Gamma } und {\displaystyle \Sigma } für einen synonymen Zusammenhang:
{\displaystyle ({\mathfrak {P}}={\mathcal {T}}\times X,{\mathcal {R}},\Pi \cdot dt)\Sigma \Gamma =({\mathfrak {P}}={\mathcal {T}}\times X,{\mathcal {R}},\Pi \cdot dt).}
{\displaystyle ({\mathcal {T}},X,{\mathcal {U}},\Phi )\Gamma \Sigma \cong ({\mathcal {T}},X,{\mathcal {U}},\Phi ).}

#### Weitere Ergebnisse und konstruktive Erweiterbarkeit
Die für die Bewältigung regelungstechnischer Fragen bedeutenden systemtheoretischen Eigenschaften Steuerbarkeit/Erreichbarkeit, Beobachtbarkeit/Unterscheidbarkeit und Nulldynamik werden durch Ausgangs-Regel-Relative von Marc Schleuter und Markus Lemmen vollständig formuliert. Auf Fuzzylogik basierte Regelungen von Kontrollsystemen werden mit Fuzzy-Zustandsrelativen für die Fuzzy-Regelung nach der Stützstellenmenge und mit Fuzyy-Zeit-Zustands-Relativen für die Fuzzy-Regelung nach der Zeitkomponente einschließlich ihrer Kopplung als Doppel-Relativ beschrieben. Die Methodik der Regel-Relative für kontinuierliche Systeme liefert ebenso synonyme Beschreibungen für lineare zeitdiskrete Systeme mit linearen Regel-Relativen, sind diese zeitinvariant und kommutativ, ist die zugehörige Geometrie schwach affin und genügt dem kleinen Satz von Desargues. Axel Sauerland wies in einer relationenalgebraischen Betrachtung spezieller Klassen von zustandshomogenen und eingangshomogenen Bilinearsystemen nach, dass die den Lösungsraum beschreibenden Differentialgleichungsrelative affine Relative sind und sogar dem großen affinen Satz von Desargues genügen.
Angeordnete affine Geometrien wiederum können als ein Spezialfall von durch geeignete Zusatzaxiome eingeschränkte Regel-Relative erzeugt werden.